# Genouillac (Creuse)
Pour les articles homonymes, voir Genouillac.
Genouillac est une commune française située dans le département de la Creuse en région Nouvelle-Aquitaine.
Les habitants sont les Genouillacois.

## Urbanisme

### Typologie
Au 1er janvier 2024, Genouillac est catégorisée commune rurale à habitat dispersé, selon la nouvelle grille communale de densité à 7 niveaux définie par l'Insee en 2022.
Elle est située hors unité urbaine et hors attraction des villes,.

### Occupation des sols
L'occupation des sols de la commune, telle qu'elle ressort de la base de données européenne d’occupation biophysique des sols Corine Land Cover (CLC), est marquée par l'importance des territoires agricoles (97,5 % en 2018), une proportion sensiblement équivalente à celle de 1990 (97,7 %). La répartition détaillée en 2018 est la suivante : 
prairies (50,9 %), zones agricoles hétérogènes (45,7 %), zones urbanisées (1,4 %), forêts (1 %), terres arables (0,9 %), mines, décharges et chantiers (0,1 %). L'évolution de l’occupation des sols de la commune et de ses infrastructures peut être observée sur les différentes représentations cartographiques du territoire : la carte de Cassini (XVIIIe siècle), la carte d'état-major (1820-1866) et les cartes ou photos aériennes de l'IGN pour la période actuelle (1950 à aujourd'hui).

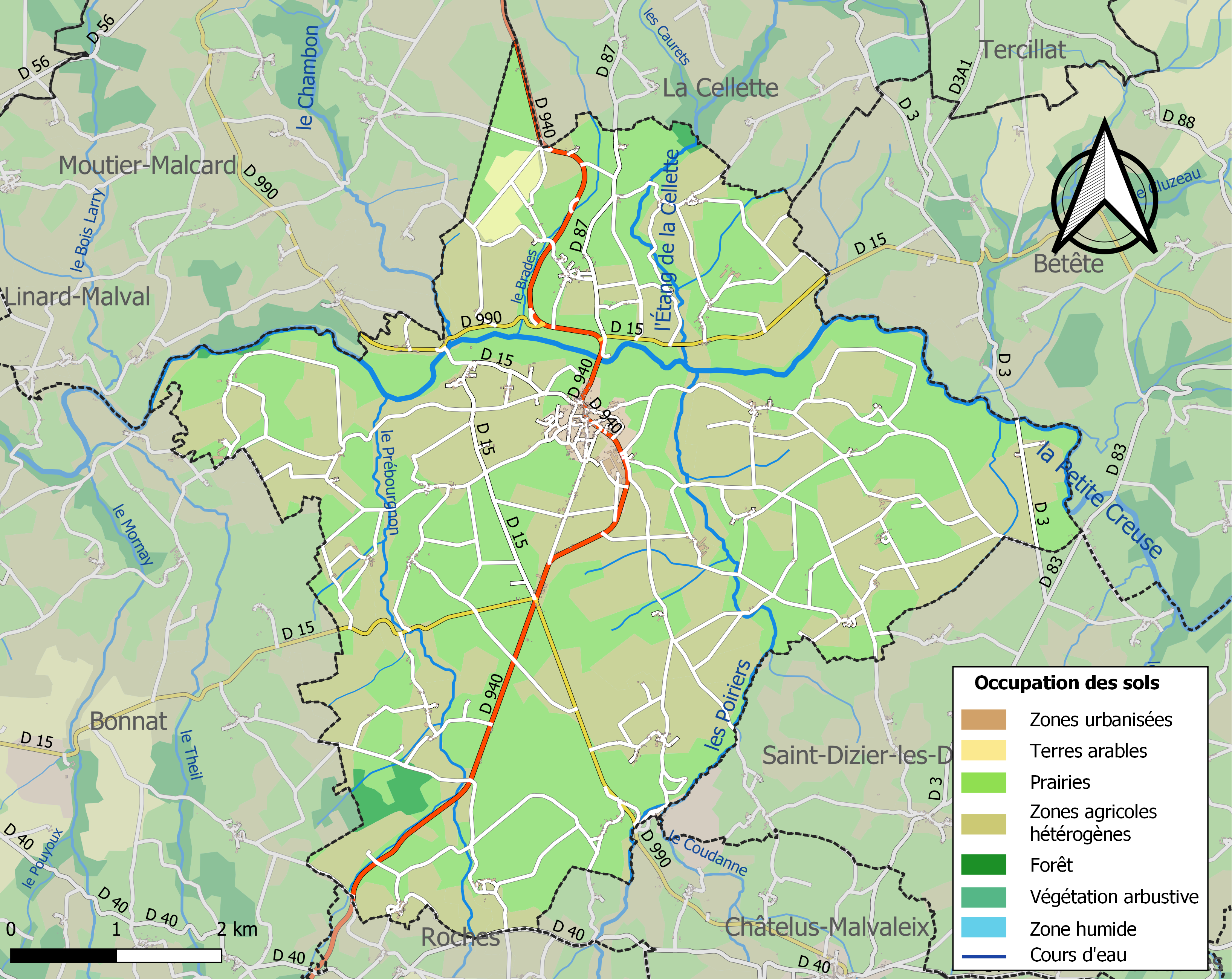
Carte des infrastructures et de l'occupation des sols de la commune en 2018 (CLC).

### Risques majeurs
Le territoire de la commune de Genouillac est vulnérable à différents aléas naturels : météorologiques (tempête, orage, neige, grand froid, canicule ou sécheresse), inondations et séisme (sismicité faible). Il est également exposé à un risque particulier : le risque de radon. Un site publié par le BRGM permet d'évaluer simplement et rapidement les risques d'un bien localisé soit par son adresse soit par le numéro de sa parcelle.

#### Risques naturels
Certaines parties du territoire communal sont susceptibles d’être affectées par le risque d’inondation par débordement de cours d'eau, notamment la Petite Creuse, les Poiriers, l'Étang de la Cellette et le Chambon. La commune a été reconnue en état de catastrophe naturelle au titre des dommages causés par les inondations et coulées de boue survenues en 1982 et 1999,.

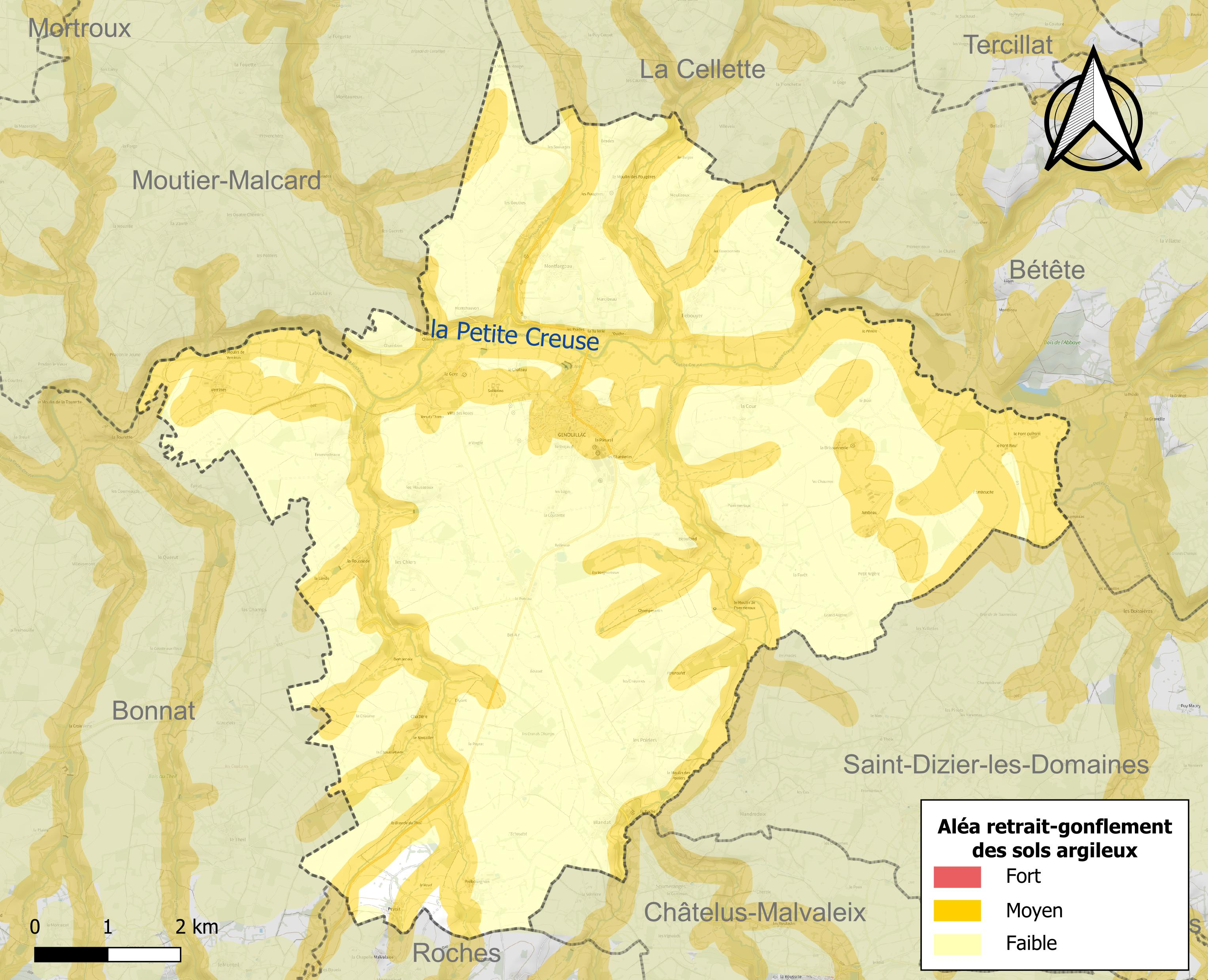
Carte des zones d'aléa retrait-gonflement des sols argileux de Genouillac.

Le retrait-gonflement des sols argileux est susceptible d'engendrer des dommages importants aux bâtiments en cas d’alternance de périodes de sécheresse et de pluie. 40,9 % de la superficie communale est en aléa moyen ou fort (33,6 % au niveau départemental et 48,5 % au niveau national). Sur les 518 bâtiments dénombrés sur la commune en 2019, 266 sont en aléa moyen ou fort, soit 51 %, à comparer aux 25 % au niveau départemental et 54 % au niveau national. Une cartographie de l'exposition du territoire national au retrait gonflement des sols argileux est disponible sur le site du BRGM,.
Par ailleurs, afin de mieux appréhender le risque d’affaissement de terrain, l'inventaire national des cavités souterraines permet de localiser celles situées sur la commune.
Concernant les mouvements de terrains, la commune a été reconnue en état de catastrophe naturelle au titre des dommages causés par des mouvements de terrain en 1999.

#### Risque particulier
Dans plusieurs parties du territoire national, le radon, accumulé dans certains logements ou autres locaux, peut constituer une source significative d’exposition de la population aux rayonnements ionisants. Certaines communes du département sont concernées par le risque radon à un niveau plus ou moins élevé. Selon la classification de 2018, la commune de Genouillac est classée en zone 3, à savoir zone à potentiel radon significatif.

## Géographie
Genouillac est situé sur la rive gauche de la Petite Creuse.
Le bourg est situé à 6 km de Châtelus-Malvaleix, à 9 km de Bonnat, à 19 km d'Aigurande, à 21 km de Boussac et à 25 km de Guéret et de La Châtre.
| Moutier-Malcard |                    | La Cellette               |
| Bonnat          | Genouillac         | Bétête                    |
| Roches          | Châtelus-Malvaleix | Saint-Dizier-les-Domaines |

### Climat
Pour des articles plus généraux, voir Climat de la Nouvelle-Aquitaine et Climat de la Creuse.
Historiquement, la commune est dans une zone de transition entre le climat océanique limousin et le climat montagnard.  
En 2020, Météo-France publie une typologie des climats de la France métropolitaine dans laquelle la commune est dans une zone de transition entre le climat océanique altéré et le climat de montagne et est dans la région climatique  Ouest et nord-ouest du Massif Central, caractérisée par une pluviométrie annuelle de 900 à 1 500 mm, maximale en automne et en hiver.
Pour la période 1971-2000, la température annuelle moyenne est de 11 °C, avec  une amplitude thermique annuelle de 15,2 °C. Le cumul annuel moyen de précipitations est de 859 mm, avec 11,9 jours de précipitations en janvier et 7,7 jours en juillet. Pour la période 1991-2020, la température moyenne annuelle observée sur la station météorologique installée sur la commune est de 11,3 °C et le cumul annuel moyen de précipitations est de 837,6 mm,. Pour l'avenir, les paramètres climatiques de la commune estimés pour 2050 selon différents scénarios d’émission de gaz à effet de serre sont consultables sur un site dédié publié par Météo-France en novembre 2022.
| Mois                                  | jan.           | fév.           | mars           | avril         | mai           | juin          | jui.          | août          | sep.          | oct.          | nov.          | déc.           | année      |
| ------------------------------------- | -------------- | -------------- | -------------- | ------------- | ------------- | ------------- | ------------- | ------------- | ------------- | ------------- | ------------- | -------------- | ---------- |
| Température minimale moyenne (°C)     | 0,7            | −0,1           | 1,7            | 4,2           | 7,3           | 11            | 12,5          | 11,9          | 8,7           | 7,1           | 3,5           | 0,9            | 5,8        |
| Température moyenne (°C)              | 4,2            | 4,3            | 7,1            | 10,3          | 13,4          | 17,3          | 19,3          | 18,7          | 15,5          | 12,4          | 7,8           | 4,7            | 11,3       |
| Température maximale moyenne (°C)     | 7,7            | 8,7            | 12,4           | 16,3          | 19,4          | 23,6          | 26,1          | 25,5          | 22,3          | 17,8          | 12,1          | 8,5            | 16,7       |
| Record de froid (°C) date du record   | −15,5 26.01.07 | −18,8 07.02.12 | −13,3 01.03.05 | −6,3 04.04.22 | −2,2 06.05.19 | 1,6 03.06.06  | 4,1 14.07.04  | 3 30.08.09    | −1,3 20.09.12 | −6,7 16.10.09 | −8,8 18.11.07 | −14,5 26.12.10 | −18,8 2012 |
| Record de chaleur (°C) date du record | 19,9 01.01.23  | 25,2 27.02.19  | 25,6 31.03.21  | 29,8 30.04.05 | 32 28.05.17   | 38,9 29.06.19 | 40,1 24.07.19 | 40,4 18.08.12 | 35,6 04.09.23 | 32,1 02.10.23 | 25,8 08.11.15 | 19,3 17.12.15  | 40,4 2012  |
| Précipitations (mm)                   | 70,6           | 58             | 65             | 74            | 85,3          | 67,5          | 67,1          | 62,6          | 61,1          | 75            | 75,6          | 75,8           | 837,6      |

## Toponymie
Genoulhic en en marchois, dialecte du Croissant, langue de transition qui était autrefois parlée localement.

## Héraldique
| Blason de Genouillac | Blason  | D'azur à la bande d'or chargée de trois lions de gueules, accompagnée en chef d'une croix cléchée et pommetée de douze pièces d'or, remplie de gueules, et en pointe d'un pont de trois arches d'argent sur une rivière du même, surmonté de trois chausse-trappes mal ordonnées d'or. |
| Blason de Genouillac | Détails | Le statut officiel du blason reste à déterminer. |

## Politique et administration
| Période                                  | Période   | Identité               | Étiquette | Qualité       |
| ---------------------------------------- | --------- | ---------------------- | --------- | ------------- |
| mars 2001                                | mars 2008 | Maurice Teinturier     |           |               |
| mars 2008                                | En cours  | Jean-Claude Aurousseau | DVD       | Fonctionnaire |
| Les données manquantes sont à compléter. |           |                        |           |               |

## Démographie
L'évolution du nombre d'habitants est connue à travers les recensements de la population effectués dans la commune depuis 1793. Pour les communes de moins de 10 000 habitants, une enquête de recensement portant sur toute la population est réalisée tous les cinq ans, les populations de référence des années intermédiaires étant quant à elles estimées par interpolation ou extrapolation. Pour la commune, le premier recensement exhaustif entrant dans le cadre du nouveau dispositif a été réalisé en 2008.

En 2022, la commune comptait 724 habitants, en évolution de −2,56 % par rapport à 2016 (Creuse : −3,32 %, France hors Mayotte : +2,11 %).
| 1793  | 1800  | 1806  | 1821  | 1831  | 1836  | 1841  | 1846  | 1851  |
| ----- | ----- | ----- | ----- | ----- | ----- | ----- | ----- | ----- |
| 1 049 | 1 180 | 1 099 | 1 302 | 1 493 | 1 592 | 1 578 | 1 663 | 1 669 |

| 1856  | 1861  | 1866  | 1872  | 1876  | 1881  | 1886  | 1891  | 1896  |
| ----- | ----- | ----- | ----- | ----- | ----- | ----- | ----- | ----- |
| 1 695 | 1 704 | 1 687 | 1 652 | 1 650 | 1 720 | 1 818 | 1 826 | 1 809 |

| 1901  | 1906  | 1911  | 1921  | 1926  | 1931  | 1936  | 1946  | 1954  |
| ----- | ----- | ----- | ----- | ----- | ----- | ----- | ----- | ----- |
| 1 806 | 1 832 | 1 709 | 1 544 | 1 504 | 1 411 | 1 244 | 1 243 | 1 082 |

| 1962  | 1968  | 1975 | 1982 | 1990 | 1999 | 2006 | 2008 | 2013 |
| ----- | ----- | ---- | ---- | ---- | ---- | ---- | ---- | ---- |
| 1 043 | 1 010 | 859  | 783  | 775  | 781  | 800  | 806  | 757  |

| 2018 | 2022 | - | - | - | - | - | - | - |
| ---- | ---- | - | - | - | - | - | - | - |
| 726  | 724  | - | - | - | - | - | - | - |

## Économie
Une usine Isover Eurocoustic produit de la laine de roche.

## Lieux et monuments
- Le viaduc ferroviaire de 200 m sur la l'ancienne ligne de La Châtre à Guéret enjambe la Petite Creuse.
- L'église Saint-Pierre-ès-Liens de Genouillac médiévale fortifiée remaniée, récemment restaurée par un financement public : budget communal et subventions diverses. Une donatrice privée a financé la restauration des vitraux.

### Cartes postales anciennes

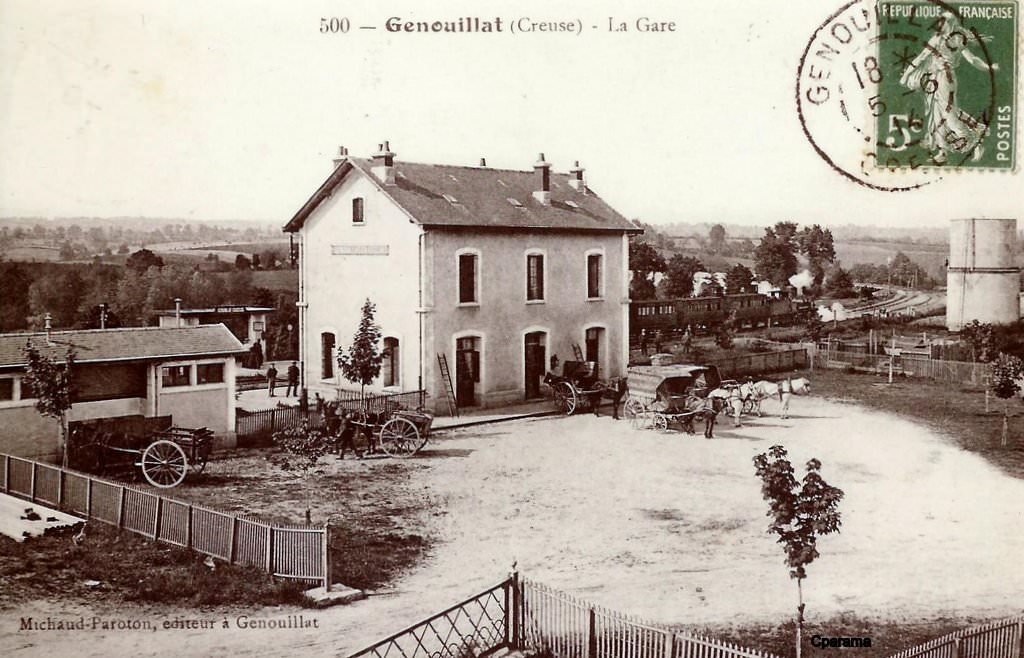
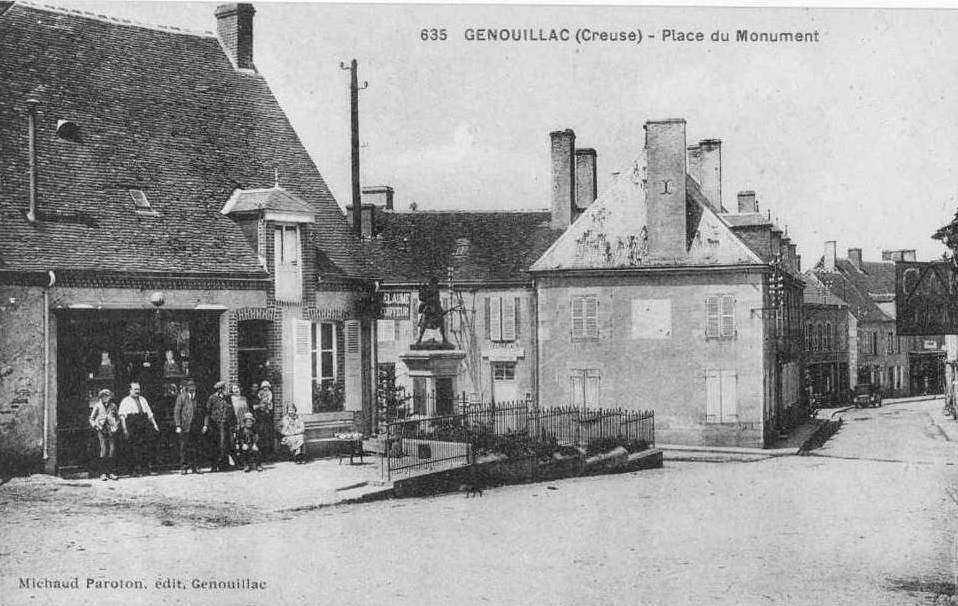
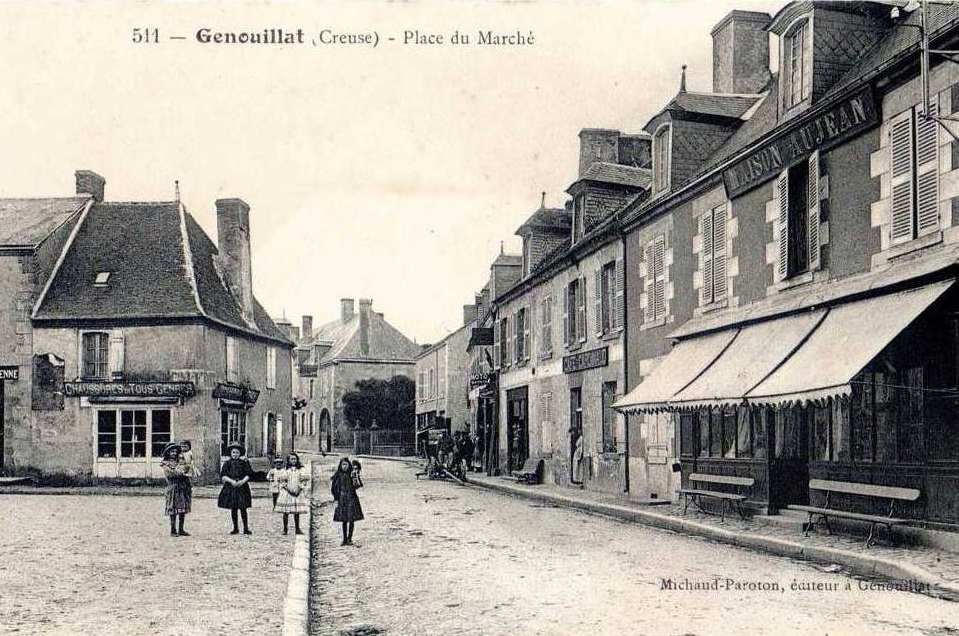
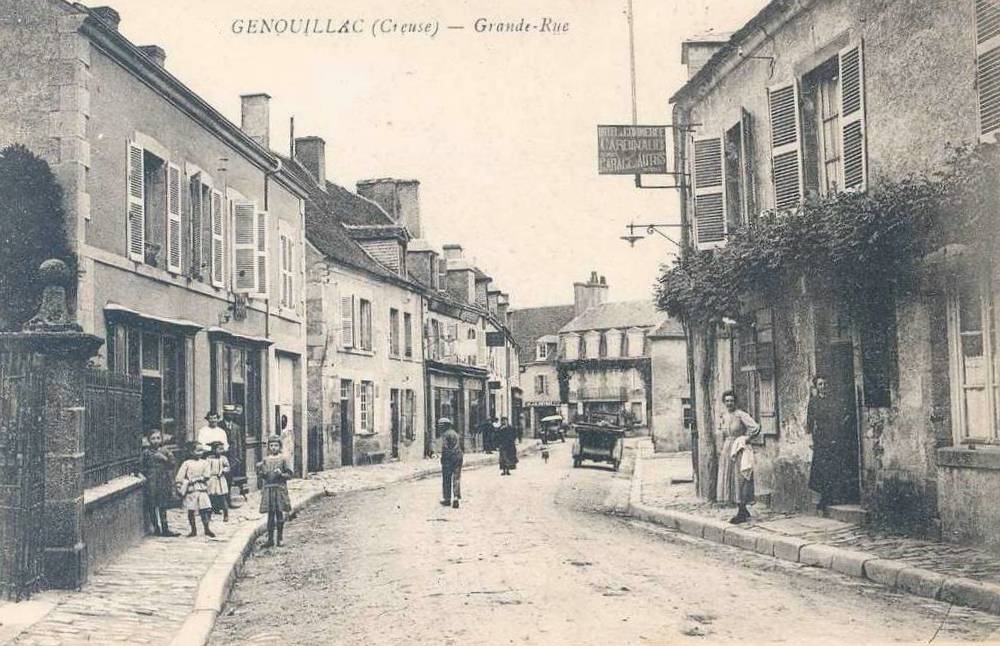
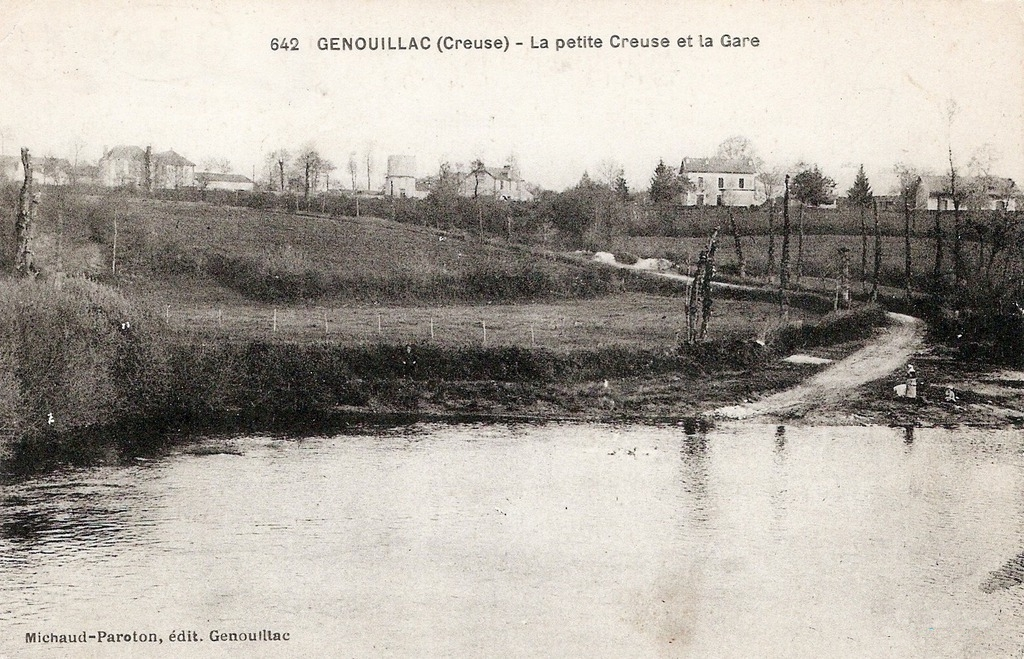
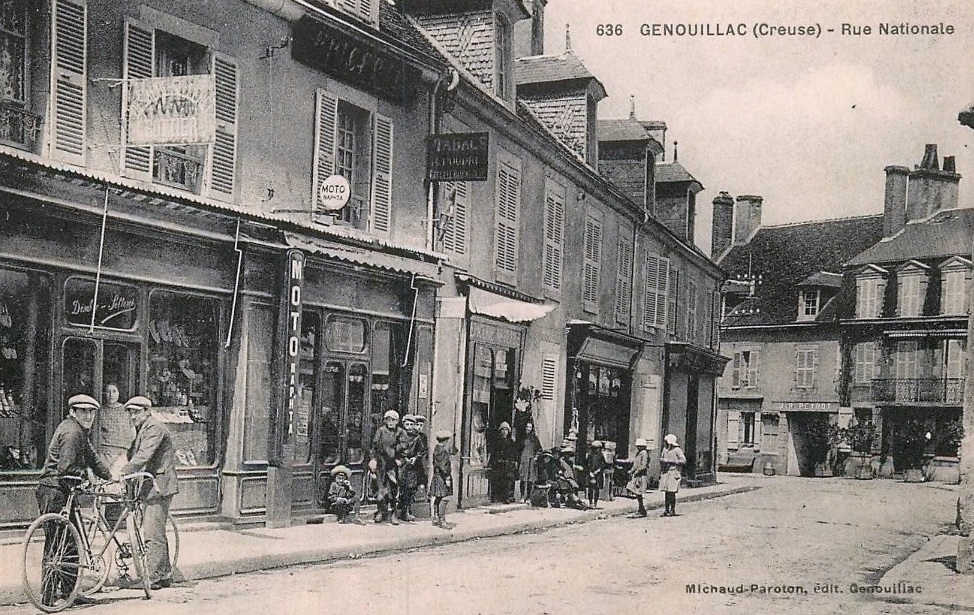
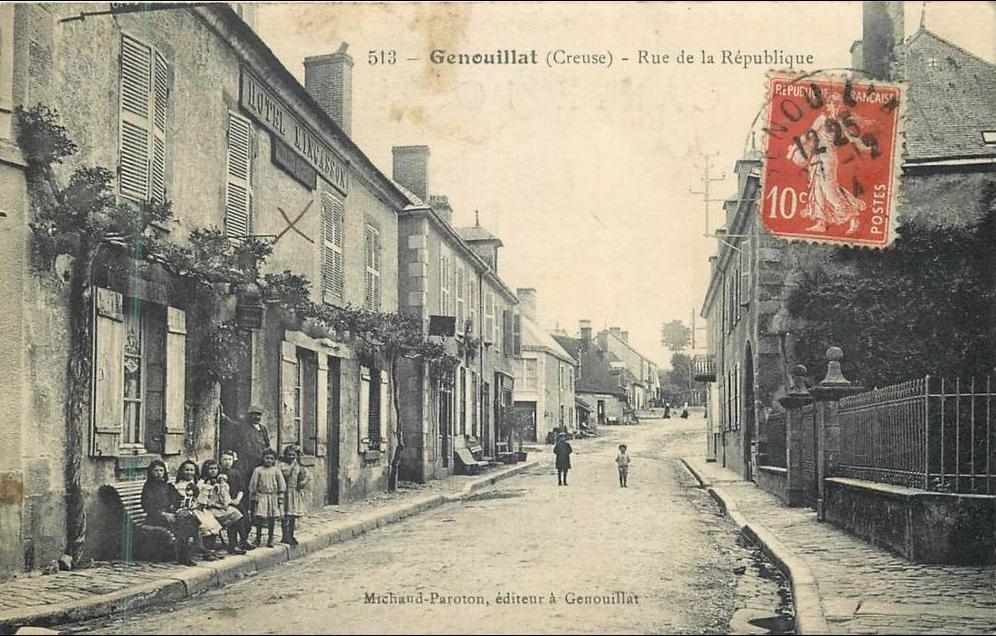